# Davy Crockett (arma nuclear)

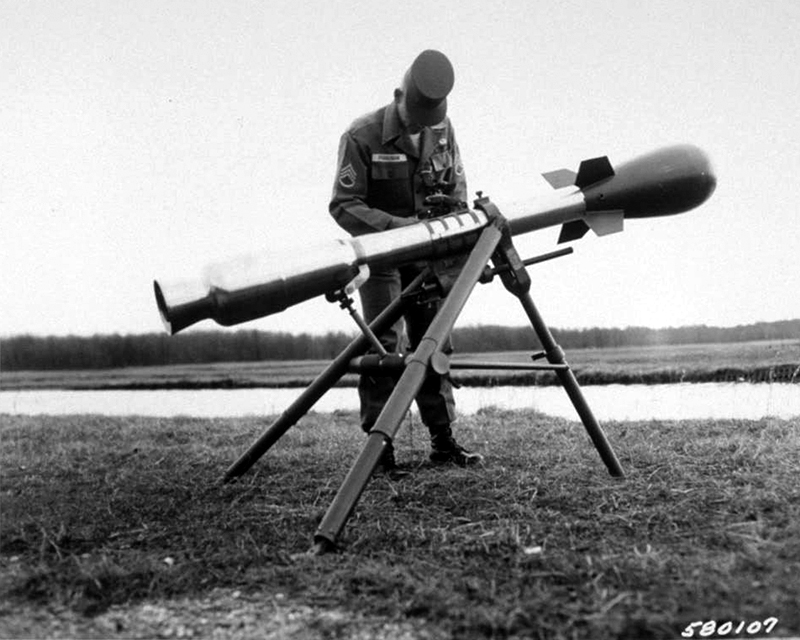
Davy Crockett montado em um canhão sem recuo sobre um tripé

O M-388 Davy Crockett era um projétil de  canhão nuclear táctico sem recuo que foi fabricado pelos Estados Unidos durante a Guerra Fria. Foi nomeado a partir do soldado, congressista e herói nacional estado-unidense Davy Crockett (1786-1836).